# Чёрная ножетелка
Чёрная ножетелка, хвостопёрая ножетелка, или чёрный нож (лат. Apteronotus albifrons) — рыба семейства аптеронотовых. Обитает в районах Бразилии, Перу, Боливии, Колумбии.

## Описание
Вся рыба чёрная, за исключением двух белых колец возле хвостового плавника и светлого пятна на носу, который иногда может переходить в полосу на спине. Она движется в основном за счёт волнистых движений длинного нижнего плавника. Достигает в длину 50 см. При содержании в аквариуме — 35-40 сантиметров. Самки меньше самцов и имеют более выпуклое брюхо.
Это преимущественно одиночные ночные хищники. Днём отлеживаются в укрытиях. Обладают электрическим органом, который используется для поиска еды и отпугивания врагов. Основной рацион составляют различные черви, мелкие ракообразные, мальки рыб. В природе живут в тропическом климате на дне быстрых песчаных ручьев.

## В аквариуме

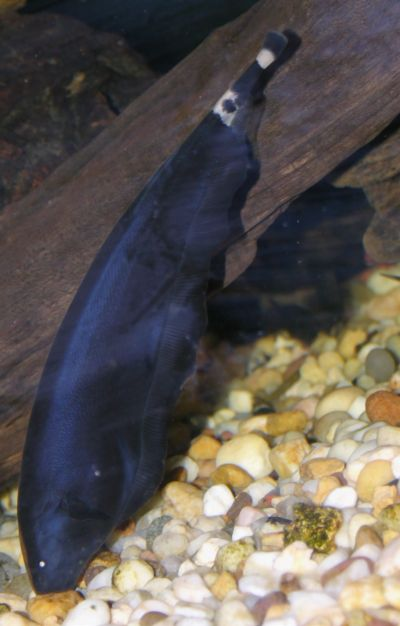

Несмотря на то, что рыбы являются хищниками, они не представляют опасности для крупных рыб, но мелких они рассматривают как добычу. В аквариуме должны быть укрытия. Температура воды 25-30 °C. Требуется хорошая аэрация и фильтрация.